# Michaël Espinho
Cet article concerne l'animateur de radio. Pour l'émission de radio, voir MIKL (émission de radio).
 (mai 2015).
Si vous disposez d'ouvrages ou d'articles de référence ou si vous connaissez des sites web de qualité traitant du thème abordé ici, merci de compléter l'article en donnant les références utiles à sa vérifiabilité et en les liant à la section « Notes et références ».
Michaël Espinho, connu sous le nom de MiKL ou encore El Maestro, né le 19 avril 1981 à Bruxelles, est un animateur de radio et de télévision belge.

## Carrière professionnelle

### Débuts
Passionné par la radio depuis l'âge de cinq ans, Michaël Espinho commence sa carrière en 1996. Il se fait rapidement remarquer et passe aux commandes d'une émission interactive consacrée à internet sur Fun Radio Belgique. Par la suite, il transite par de nombreuses stations locales comme Fun Radio Nîmes ou encore Fugue.
En 2002, il arrive sur NRJ Belgique avec une idée venue de son collègue de radio et ami Christophe Lebrun (alias Toph), à savoir une libre antenne belge.

### 2002-2010: parcours sur NRJ
Michaël Espinho arrive à l'antenne d'NRJ Belgique fin décembre 2002 durant deux semaines pour animer en soirée L'émission sans nom, en remplacement de l'émission My NRJ. L'équipe de l'émission est constituée pour la plupart d'anciens de Fun Radio Belgique : Toph (Christophe Lebrun, à la production), Lord Cedy (Cedric Janssens, webmaster et assistant), Jack (standardiste au départ mais qui deviendra animateur, auteur et réalisateur plus tard). À l'antenne, le ton est décalé et troublant. Les auditeurs sont rapidement intrigués par cette émission qui semble être une émission pirate tant elle est loin des standards d'NRJ : pas de fond musical, peu de jingles, gloussement de l'équipe, un langage plus jeune et parfois cru, avec des actrices porno invitées et des jeux loufoques souvent en dessous de la ceinture, etc.
Le remplacement terminé, My NRJ revient à l'antenne et provoque la foudre des auditeurs. Chaque soir, le standard téléphonique d'NRJ Belgique est assailli par des centaines d'auditeurs réclamant le retour de L'émission sans nom. My NRJ sera retiré de l'antenne un mois plus tard et laissera la place à Michaël Espinho et son équipe pour la version belge d'Accord Parental Indispensable, émission phare de NRJ France animée par Maurad à cette époque. En mars 2003, l'émission change de nom et devient Sans Interdit à la suite d'un désaccord entre NRJ Belgique et Maurad, qui réclame l'exclusivité du nom de l'émission. L'équipe accueille un nouvel animateur dénommé Raphaël Charlier.
L'audience est au plus haut et finit par s'imposer comme la référence belge des émissions de libre antenne, devançant Max sur Fun Radio Belgique et Patoche sur Radio Contact. L'émission traite de sujet divers tels que la sexualité, le sida, les crises d'ados ou encore la guerre en Afghanistan. L'émission est reconduite pour une seconde saison avec les changements suivants :
- Raphaël Charlier quitte la bande et rejoint Pure FM (radio de la RTBF) ;
- le ton change et devient plus lisse, plus formaté malgré le langage jeune, cool et cru ;
- les interventions à l'antenne sont raccourcies au profit d'écrans publicitaires ;
- Jack devient réalisateur et l'équipe s'entoure d'assistants.

L'audience est toujours là et, à l'approche de la troisième saison, au mois de décembre 2005, l'émission change de nom et devient L'Émission sans interdit, en Belgique et en France. Depuis août 2008, MiKL l'Émission Sans Interdit n'est plus diffusée qu'en France.
En 2008, MiKL et Michaël Youn ont remis un prix NRJ Music Award au groupe Tokio Hotel dans la catégorie groupe duo international de l'année. En 2009, avec Katy Perry, ils récompensent Jenifer dans la catégorie artiste féminine française de l'année.
Le 24 août 2009, MiKL et toute son équipe reviennent avec une nouvelle version de L'Émission sans interdit. Cette émission est intitulée MIKL. À partir de cette date, l'émission est diffusée simultanément en France, au Luxembourg et en Suisse, mais l'équipe est basée à Paris, dans les locaux de NRJ. Après 5 ans à l'antenne tous les soirs sur NRJ France, MiKL est renvoyé le 28 juin 2010. En outre, de mars 2010 à juin 2010, MiKL est sur NRJ Belgique avec l'émission Mikl Rock Station diffusé du lundi au vendredi vers 0 h 30.
Michaël Espinho est alors recruté par Goom Radio.

### 2010-2011: présence sur Goom Radio et Direct Star
À partir du 30 août 2010, Michaël Espinho anime le créneau 20 h - 23 h de Goom Radio en présentant une émission similaire à celle de NRJ France, avec moins de limites et le retour de la libre antenne. Il est alors entouré d'une nouvelle équipe, à savoir Cécile, Émilie, Pierre, Mikka et du Corse. En outre, lors de la première le 30 août 2010, l'émission commence avec Polo de l'ancienne équipe et son fameux Polo Show.
MiKL est également, pour la première fois de sa carrière, aux commandes d'une émission télévisée. Il s'agit de la matinale de Direct Star (ex-Virgin 17). Il est donc l'animateur du Morning Star du 2 septembre 2010 au 17 décembre 2010.

### 2011-2013: Fun Radio Belgique
MiKL passe une audition le 16 janvier 2011 en animant une émission spéciale de 20 h à minuit. Les auditeurs devaient ultérieurement décider quel animateur ils voulaient pour la libre antenne, parmi un collectif composé de Oli/Alvin, Walid, Jasmine, Vinz, Evan & MiKL. MiKL ayant obtenu le plus de voix, il a donc été embauché par Fun Radio Belgique pour intervenir la semaine, à la suite du départ de Guillaume Pley.
MiKL quitte Goom Radio le 6 février 2011, date à laquelle il commence son émission sur Fun Radio Belgique, avec Sandro, Toph, Amandine, Loeb et Pierre (Pierre Madalin : le réalisateur).
À partir du 8 août 2011, MiKL reprend la matinale de Fun Radio Belgique à la suite du départ de Manu Levy. Cette matinale s'intitule Mikl à la radio.
Entre octobre et décembre 2012, MiKL est également à l'antenne de Fun Radio Belgique tous les dimanches soir entre 18 h et 20 h, juste avant la libre antenne de Vinz'. Il anime ainsi sa nouvelle émission, une autre libre antenne nommée Sexy'n Fun au cours de laquelle de nombreux sujets sont abordés pour répondre aux questions que se posent les auditeurs.

### 2013-2015: Fun Radio France
En juillet 2013, Fun Radio annonce le retour de MiKL sur les antennes françaises. Aussi, il anime du 22 juillet au 18 août 2013 sa nouvelle libre antenne intitulée Mikl: No Limit. Depuis le 19 août 2013, il présente une émission nocturne.
MiKL annonce officiellement sur les réseaux sociaux, le 11 juin 2015, qu'il quitte Fun Radio. Il annonce un peu plus tard sur sa page Facebook qu'il retourne sur NRJ pour animer des émissions durant tout l'été 2015, afin de remplacer Sébastien Cauet et Guillaume Pley partis en vacances.

### 2015-2020: retour aux sources
Le 29 juin 2015, MiKL est de retour sur NRJ. Il remplace d'abord Guillaume Pley durant ses vacances. Après le 3 août 2015 et jusqu'à la rentrée, il reprend le créneau de 01h à 04h, juste après Guillaume Radio 2.0. À partir de la rentrée 2015, son créneau est nocturne.
Depuis le 26 août 2019, son émission est diffusée de 20h à 02h juste après C'Cauet sur NRJ.
Le 2 mars 2020, son émission est arrêtée par NRJ.

### 2020-2021: Retour en Belgique
Fin août, MiKL est de retour sur l'antenne belge de Fun Radio, aux commandes des deux émissions du soir : Love in Fun, avec le Doc, Amina et Lorenza, de 20h à 22h ; puis MIKL : No Limit, de 22h à minuit, Jordan remplaçant alors le Doc.
Pour la première fois, l'émission peut être suivie en version vidéo sur le site internet de la station ainsi que via les réseaux sociaux. À la fin de la saison il annonce quitter Fun Belgique pour revenir le 21 août 2021 sur une autre radio, les médias l’annoncent sur Virgin Radio.

### 2021-2023: Retour en France chez Virgin Radio puis Europe 2
Le 23 août, il est de retour chez Virgin Radio pour animer une émission de libre antenne le soir de 20h00 à 00h00 avec Amina, Lorenza et Pierre. Il retrouvera aussi son ancien directeur des programmes chez NRJ Freddo Pau.
Le 1er janvier 2023 Virgin Radio devient Europe 2, son émission s'arrête, il prend alors les commandes d’Europe 2 Lab, suivie d’Happy Rock Hours.

### Depuis 2023: Arrivée au Luxembourg
À la rentrée 2023-2024, il rejoint L’Essentiel, une radio basée au Luxembourg pour animer 2 émissions. Le Hits and News en compagnie de Manon Saidani en fin d’après-midi et MIKL Rock Station en soirée.

### Depuis 2024: Arrivée sur NRJ+ Belgique
À la rentrée 2024-2025, il rejoint NRJ+, une radio du groupe NRJ Belgique basée à Bruxelles, diffusée en DAB+ et sur internet. Il anime du lundi au vendredi de 15h00 à 19h00 une émission musicale avec une chronique quotidienne sur le rock, MIKL On The Rock.

### Depuis juillet 2025: Arrivée sur Virgin Radio FR (précédemment Virage Radio)
Il remplace sur remplace le 16-20 de Will sur Virgin Radio pendant la période estivale.

## Parcours radiophonique
| Nom de l'émission                            | Période de diffusion      | Lieu de diffusion                                         |
| -------------------------------------------- | ------------------------- | --------------------------------------------------------- |
| Cyberfun                                     | 1998-2002                 | Fun Radio Belgique                                        |
| L'émission sans nom                          | Décembre 2002             | NRJ Belgique                                              |
| Accord Parental Indispensable                | Février 2003              | NRJ Belgique                                              |
| Sans Interdit                                | Mars 2003 - Décembre 2005 | NRJ Belgique                                              |
| L'émission sans interdit                     | Janvier 2006 - Août 2008  | NRJ Belgique, NRJ France et NRJ Suisse                    |
| MIKL L'émission sans interdit                | Août 2008 - Août 2009     | NRJ France                                                |
| MIKL                                         | Août 2009 - Juin 2010     | NRJ France, NRJ Suisse et NRJ Luxembourg                  |
| Mikl Rock Station                            | Mars 2010 - Juin 2010     | NRJ Belgique                                              |
| MIKL                                         | Août 2010 - Janvier 2011  | Goom Radio                                                |
| Libre Antenne                                | Février 2011 - Juin 2011  | Fun Radio Belgique                                        |
| Mikl à la Radio, le morning                  | Août 2011 - Juin 2013     | Fun Radio Belgique                                        |
| Sexy'n'Fun                                   | Octobre 2012 - Juin 2013  | Fun Radio Belgique                                        |
| MIKL: No Limit                               | Juillet 2013 - Juin 2015  | Fun Radio Belgique, Fun Radio France et Fun Radio Réunion |
| MIKL sur NRJ                                 | Juin 2015 - Mars 2020     | NRJ France et NRJ Suisse                                  |
| MIKL: No Limit                               | Août 2020 - Juin 2021     | Fun Radio Belgique                                        |
| Love In Fun                                  | Août 2020 - Juin 2021     | Fun Radio Belgique                                        |
| Mikl sur Virgin Radio (aujourd'hui Europe 2) | Août 2021-Decembre 2022   | Virgin Radio                                              |
| Happy Rock Hours                             | Août 2022-Juillet 2023    | Virgin Radio / Europe 2                                   |
| Europe 2 Lab avec MIKL                       | Janvier 2023-Juillet 2023 | Europe 2                                                  |
| Happy lux Hours:Hits and News                | depuis septembre 2023     | L'essentiel Radio                                         |
| MIKL Rock Station                            | depuis septembre 2023     | L'essentiel Radio                                         |
| MIKL sur NRJ+                                | depuis septembre 2024     | NRJ+ Belgique                                             |
| MIKL sur Virgin Radio (ex Virage Radio)      | depuis juin 2025          | Virgin Radio FR                                           |

## Parcours télévisuel
| Nom de l'émission | Période de diffusion           | Lieu de diffusion |
| ----------------- | ------------------------------ | ----------------- |
| Morning Star      | Septembre 2010 - Décembre 2010 | Direct Star       |
| Planet People     | Septembre 2010 - Juin 2011     | Plug RTL          |

## Doublage
- 2006 : Monster House : Squelette
- 2022 : Rick et Morty : un drone et l'employé de banque (saison 6, épisode 2)